# Luca Solesin
Luca Solesin (Milano, 1º febbraio 1991) è un attore italiano.

## Biografia
La sua carriera come attore inizia nel 2007 con il programma televisivo in onda su Disney Channel Life Bites - Pillole di vita, nel ruolo di Teo, il protagonista insieme a Valentina Colombo che interpreta Giulia.
Nel 2008 partecipa alla seconda stagione di Life Bites ed è ospite ai Nickelodeon Kids' Choice Awards.. Nel 2009 oltre a prendere parte alla terza e quarta stagione di Life Bites - Pillole di vita, prende parte a My Camp Rock, dove gli è stato assegnato Matteo.
Nel 2010 prende parte ad una pubblicità per Disney's Friends for Change, un servizio per migliorare il mondo.,prende parte a My Camp Rock 2, dove gli è stata assegnata Erica. e inoltre presenta Xtreme Kidz, programma caratterizzato da sfide al limite dell'estremo andato in onda nel mese di ottobre su Disney XD.
Dal 9 gennaio 2011 ritorna su Disney Channel con la sesta stagione di Life Bites - Pillole di vita; sempre nel ruolo di Teo
Nel 2015 si è sposato e per ora non sembra ritornare nel mondo dello spettacolo dopo la fine di Life Bites.

## Carriera

### Televisione
- Life Bites - Pillole di vita - serie TV, 545 episodi, Teo (2007-2013)
- My Camp Rock - programma TV, se stesso (2009)
- My Camp Rock 2 - programma TV, se stesso (2010)
- Xtreme Kidz - programma TV, conduttore (2010)

## Ospite
- 2008: Nickelodeon Kids' Choice Awards